# موريس كرو
موريس كرو (بالإنجليزية: Maurice Crow)‏ هو رباع نيوزيلندي، ولد في 20 مايو 1925 في Waitara, New Zealand ‏ في نيوزيلندا، وتوفي في 17 نوفمبر 2011.

## وصلات خارجية
- موريس كرو على موقع اللجنة الأولمبية الدولية (الإنجليزية)
- موريس كرو على موقع أوليمبيديا (الإنجليزية)
- موريس كرو على موقع اللجنة الأولمبية النيوزيلندية (الإنجليزية)